# Кьольче
Кьольче (угор. Kölcse) — селище (надькьожег) в медьє Саболч-Сатмар-Береґ в Угорщині.

## Історія
Вперше згадується в XII столітті. Довгий час населеним пунктом володів рід Кьольче. В XV столітті збудовано церкву. З 1973 має статус селища (нодькьожег).

## Населення
Селище займає площу 28,26 км², на якій проживає 1254 жителя (за даними 2010 року). За даними 2001 року, 99 % жителів селища — угорці, 1 % — роми.

## Розташування
Селище розташоване на річці Туру за 75 км на схід від міста Ньїредьгаза. За 6 км північніше селища проходить угорсько-український кордон.